# American University of Antigua

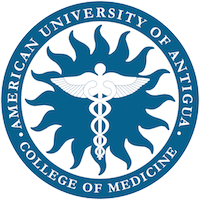
Selo da instituição

A American University of Antigua é uma instituição privada de ensino superior localizada perto da capital da Antígua e Barbuda, St. John's e conta com a American International College of Arts and Sciences - Antigua, Faculdade de Medicina, Escola de Enfermagem e Faculdade de Medicina Veterinária e Ciências Biomédicas.

## História
A American University of Antigua (AUA) foi fundada pelo advogado novaiorquino Neal S. Simon, que depois seria presidente da Ross University. 